# Marek Toczek
Marek Jerzy Toczek (ur. 8 października 1947 w Warszawie) – polski wiceadmirał i polityk. Jest morskim oficerem pokładowym niszczycieli i inżynierem techniki nawigacji. W latach 1965–1996 służył w Siłach Zbrojnych, będąc m.in. dowódcą działu broni podwodnej ORP „Warszawa”, dyrektorem Departamentu Spraw Obronnych w Ministerstwie Transportu, Żeglugi i Łączności oraz dowódcą Nadwiślańskich Jednostek Wojskowych. Został odwołany wskutek ujawnienia jego działalności politycznej. Po zwolnieniu wiązał się z formacjami politycznymi, m.in. jako szef partii Front Polski i wiceszef APP.

## Życiorys

### Wykształcenie
Marek Jerzy Toczek urodził się 8 października 1947 w Warszawie. Jest bratem komandora lek. Janusza Toczka, szefa Służby Zdrowia Marynarki Wojennej. W okresie od 1965 do 1969 studiował na Wydziale Pokładowym w Wyższej Szkole Marynarki Wojennej w Gdyni, uzyskując tytuł inżyniera nawigatora statku morskiego. Jest również absolwentem studiów dowódczo-sztabowych na Wydziale Dowódczym Wyższej Szkoły Marynarki Wojennej (1975–1977) oraz studiów podyplomowych na Wydziale Nauk Społeczno-Politycznych Uniwersytetu Gdańskiego (1980).

### Służba wojskowa
Pierwsze stanowisko służbowe objął na niszczycielu projektu 30bis ORP „Wicher”, gdzie został dowódcą grupy artylerii głównego kalibru. Jeszcze w 1969 wyznaczono go do pierwszej załogi niszczyciela rakietowego projektu 56AE ORP „Warszawa”, na którym po pierwszym podniesieniu bandery w 1970 pełnił kolejno funkcje dowódcy centrali kierowania strzelaniem, dowódcy grupy artylerii i dowódcy działu III broni podwodnej. Od 1977 do 1985 był oficerem planowania w Oddziale Operacyjnym Sztabu Marynarki Wojennej w Gdyni, a przez krótki czas w 1985 zajmował stanowisko kierownika cyklu przedmiotowego Nawigacja i Broń Morska w Studium Wojskowym Wyższej Szkoły Morskiej w Gdyni.
Następnie został dyrektorem Departamentu Spraw Morskich w Urzędzie Gospodarki Morskiej, a od 1988 w Ministerstwie Transportu, Żeglugi i Łączności w Warszawie. W 1989 objął posadę dyrektora Biura Spraw Obronnych Urzędu Morskiego w Gdyni, natomiast w 1991 przeszedł do Ministerstwa Obrony Narodowej w Warszawie, gdzie kierował Gabinetem Ministra Obrony Narodowej. Od 1992 do 1995 był dowódcą Nadwiślańskich Jednostek Wojskowych w Warszawie. Po ujawnieniu faktu, że dopuszczał do zbierania podpisów za kandydaturą Lecha Wałęsy przed wyborach prezydenckimi, przeniesiono go do dyspozycji ministra obrony narodowej. W 1996 na własną prośbę został zwolniony z zawodowej służby wojskowej.
Awansował kolejno na stopnie oficerskie:
- podporucznika marynarki – 1969
- porucznika marynarki – 1972
- kapitana marynarki – 1976
- komandora podporucznika – 1981
- komandora porucznika – 1985
- komandora – 1989
- kontradmirała – 1992
- wiceadmirała – 1994

### Działalność polityczna
Po przejściu do „cywila” był prezesem zarządu głównego Frontu Polskiego. W trakcie kampanii przed wyborami prezydenckimi w 2000 partia ta poparła kandydaturę gen. broni rez. Tadeusza Wileckiego reprezentującego Stronnictwo Narodowe, a sam wiceadm. rez. Marek Toczek pełnił funkcję wiceprzewodniczącego komitetu wyborczego. Bez powodzenia kandydował na posła w wyborach parlamentarnych w 2001 (okręg wyborczy nr 26 Gdynia) z listy komitetu wyborczego Alternatywa Ruch Społeczny. Po wyborach ARS przekształciła się w Alternatywę Partię Pracy, a Marek Toczek został jednym z wiceprzewodniczących tej partii. W wyborach samorządowych w 2002 z listy APP ubiegał się o mandat radnego sejmiku województwa mazowieckiego (w okręgu wyborczym nr 1). Podczas wyborów do Parlamentu Europejskiego w 2004 (już po opuszczeniu APP) był pełnomocnikiem wyborczym komitetu wyborczego wyborców Ogólnopolskiego Komitetu Obywatelskiego „OKO”. W 2019 współtworzył partię Polska Nas Potrzebuje (pod przewodnictwem Dariusza Grabowskiego; została ona wyrejestrowana w 2023). W ramach Koalicji Polskiej w wyborach parlamentarnych w tym samym roku kandydował do Sejmu z listy PSL w okręgu gdyńsko-słupskim.

## Odznaczenia
- Krzyż Kawalerski Orderu Odrodzenia Polski (1994)[6]
- Złoty Krzyż Zasługi
- Złoty Medal „Siły Zbrojne w Służbie Ojczyzny”
- Srebrny Medal Siły Zbrojne w Służbie Ojczyzny
- Brązowy Medal Siły Zbrojne w Służbie Ojczyzny
- Złoty Medal „Za zasługi dla obronności kraju”